# 廓清会
廓清会（かくせいかい）は、廃娼運動、純潔運動の団体。

## 目的
目的は、男女間の道徳を高め、公娼を廃止し、且つ各種の方面より社会を廓清するためにある。

## 起源
1911年4月、日本における代表的遊廓である吉原遊廓が全焼したが、その時多数の娼妓が逃げ場を失って焼死した。この事実を見てキリスト教徒の有志は、これが現代の日本にあるまじきものであるとして、人道上より奴隷解放のために結束して起こった。そして「吉原遊郭再興反対」のために奮闘したけれども、300年の習慣はついに、再興を許可された。
そこでこの運動に携わった人々は、まず男女道徳を改善して、健全なる思想を培養し、根本より売淫制度を否認する社会的良心の発達のために、同年9月神田青年会館に、会長には島田三郎、副会長には安部磯雄、矢嶋楫子、理事に江原素六、評議員には小崎弘道、植村正久、井深梶之助、元田作之進、山室軍平ら、キリスト教会各派を代表する指導者を連ねて、貞潔な家庭と社会の上に実現しようとする統制ある運動が生まれた。

## 発達
創立以来、貞潔に関連した各種の運動に尽くしてきた。禁酒問題、国際道徳の問題、芸妓問題、婦人参政権問題、海外醜業婦問題を、講演や文章で社会に訴えた。それにより、大阪の遊郭を廃止させ、また遊郭の新設を不成功に終わらせた例が、いくつもある。

## 事業
1. 編集部　月刊雑誌『廓清』の発行
2. 調査部　公娼問題、私娼問題、婦人問題、禁酒問題、その他の重要問題の研究と調査
3. 教育部　演説会の開催
4. 宣伝部　宣伝
5. 社会部　婦人救済と風教改善に必要な事業

## 役員
- 理事長安部磯雄（ユニ）
- 常務理事益富清助（日本基督教会）
- 常務理事伊藤秀吉（日本組合基督教会）
- 主事村上雄策（バプテスト）

## 刊行物
- 『風紀問題としての公娼制度』安部磯雄　廓清会本部、明治45年
- 『男子貞操の新義務』穂積重遠、 横田秀雄共著　廓清会婦人矯風会聯合事務所　1928年